# Pakistan-International-Airlines-Flug 205
Der Pakistan-International-Airlines-Flug 205 (Flugnummer: PK205, Funkrufzeichen: PAKISTAN 205) war ein internationaler Linienflug der Pakistan International Airlines von Delhi nach Karatschi. Am 15. Mai 1958 ereignete sich auf diesem Flug ein schwerer Flugunfall, als eine Convair CV-240-7 (AP-AEH) unmittelbar nach dem Start vom Flughafen Delhi-Palam durch den desorientierten Flugkapitän bei mondloser Nacht ins Gelände geflogen wurde. Bei dem Unfall starben 21 der 38 Insassen der Maschine sowie zwei Personen am Boden.

## Maschine
Die betroffene Maschine war eine 1948 im Werk von Convair in San Diego, Kalifornien gebaute Convair CV-240-7 mit der Werknummer 52. Die Maschine wurde im Februar 1949 zunächst mit dem Testkennzeichen N90835 auf den Hersteller zugelassen. Die Convair wurde später nach Pakistan exportiert und dort mit dem Luftfahrzeugkennzeichen AP-AEH auf die pakistanische Regierung zugelassen, welche die Maschine der Orient Airways zur Nutzung überließ. Am 11. März 1955 ging Orient Airways mitsamt ihrer Flotte in die neugegründete Pakistan International Airlines über. Das zweimotorige Kurzstreckenflugzeug war mit zwei Sternmotoren des Typs Pratt & Whitney R-2800 Double Wasp ausgerüstet. Bis zum Zeitpunkt des Unfalls hatte die Maschine eine Gesamtbetriebsleistung von 12.668 Betriebsstunden absolviert.

## Passagiere und Besatzung
Den internationalen Linienflug PK205 hatten 32 Passagiere angetreten. Es befand sich eine sechsköpfige Besatzung an Bord der Maschine. Der Flugkapitän verfügte über 4.775 Stunden Flugerfahrung. In Maschinen des Typs Convair CV-240 war er bis zum Unfallzeitpunkt 324 Stunden in der Funktion des Ersten Offiziers sowie 66 Stunden in der Funktion des Flugkapitäns geflogen. Von letzteren hatte er 53 Flugstunden bei Tag und 13 bei Nacht absolviert. Auf dem Unfallflug war der Flugkapitän erstmals vom Flughafen Palam bei Nacht gestartet.

## Wetterbedingungen
Der Flug wurde bei mondloser Nacht durchgeführt. Die Sichtweite war aufgrund von Dunst auf drei Kilometer reduziert.

## Unfallhergang
Die Maschine war nach einem Flug von Karatschi um 19:02 Uhr in Delhi gelandet. Der Hinflug wurde ohne besondere Vorkommnisse absolviert. Die Maschine wurde daraufhin für den Rückflug abgefertigt und rollte anschließend zur Startbahn 27. Der Start wurde entgegen dem bebauten Gebiet durchgeführt, sodass den Piloten bei mondloser Nacht visuelle Referenzpunkte am Boden fehlten und der Horizont sich mit bloßem Auge nicht ausmachen ließ. Der Start wurde um 20:18 Uhr durchgeführt. Nach etwa ⅔ bis ¾  der Startbahnlänge hob die Maschine ab. Die Maschine hob somit relativ problemlos und routinemäßig ab, obwohl sie mit einem Startgewicht von 18.759 kg (41.319 Pfund) nahezu vollausgelastet war (das Höchstabfluggewicht betrug 19.295 kg (42.500 Pfund)). Unmittelbar nach dem Abheben wurde das Fahrwerk eingefahren. Die Maschine begann in einer leichten Linkskurve anschließend wieder aus einer Flughöhe von 60 Metern zu sinken und schlug am westlichen Rand des Flughafens, 220 Meter hinter dem Startbahnende und 100 Meter links von der Anfluggrundlinie mit einer flach nach unten ausgerichteten Flugzeugnase sowie einer leicht nach unten ausgerichteten backbordseitigen Tragfläche auf dem Boden auf und geriet in Brand.

## Rettungseinsatz
Die Rettungsmannschaften erreichten die Unfallstelle binnen sieben bis acht Minuten. Zu diesem Zeitpunkt war der nach dem Aufprall ausgebrochene Brand auf weite Teile der Maschine übergegangen, der hintere Teil der Kabine war jedoch zu Beginn der Löscharbeiten weitgehend vom Feuer verschont geblieben. An dem Rettungseinsatz war lediglich das Flugfeldlöschfahrzeug "Sun" der Flughafenfeuerwehr beteiligt, da das andere Löschfahrzeug, die "Pyrene", nicht einsatzbereit war. Der Löschtrupp rückte nur mit vier, statt wie vorgesehen fünf Mann Besatzung an. Während der Löscharbeiten riss nach kurzer Zeit eine Rohrverbindung, sodass der Löschschaum nicht mehr direkt ausgebracht werden konnte. Auch konnte der Löschschaum nur bedingt effektiv aufgetragen werden, da das Löschfahrzeug in einiger Entfernung zum Wrack abgestellt war. Die Wassertanks des Löschfahrzeuges wurden während des Löscheinsatzes vollständig entleert, ohne dass der Brand ausreichend unter Kontrolle gebracht werden konnte. Die Unfallstelle wurde während des Rettungseinsatzes nicht ausgeleuchtet.

## Opfer
Bei dem Unfall wurden vier der sechs Besatzungsmitglieder getötet, darunter der Flugkapitän, der die Maschine zum Unfallzeitpunkt steuerte. Auch 17 der 32 Passagiere kamen ums Leben, zudem starben zwei Personen am Boden, die sich während des Aufpralls in der Nähe aufhielten. Neun Passagiere sowie eine Person am Boden wurden schwer verletzt.

## Unfalluntersuchung
Der Unfall wurde durch die indische Zivilluftfahrtbehörde untersucht. Der Abschlussbericht wurde am 8. August 1958 veröffentlicht. Als Unfallursache wurde festgestellt, dass der Flugkapitän nach dem Abheben die Cockpitinstrumente nicht ordnungsgemäß überwacht hatte und somit zuließ, dass die Maschine nach dem Start wieder sank. Hierzu sei es womöglich aufgrund einer räumlichen Desorientierung nach einem Start bei mondloser Nacht und ohne Verfügbarkeit von visuellen Referenzpunkten gekommen. Als weitere Faktoren wurden die geringe Erfahrung des Flugkapitäns mit dem geflogenen Flugzeugtyp sowie eine Übermüdung und mögliche Fluguntauglichkeit aufgrund einer Erkrankung angegeben.

### Mögliche Erkrankung des Kapitäns
Als beitragender Faktor wurde die langsame Reaktionsgeschwindigkeit des Flugkapitäns aufgrund seines Gesundheitszustands angegeben. Vor dem Unfall hatte dieser einen erschöpften Eindruck auf seine Ehefrau gemacht. Er habe Fieber gehabt und am Vortag weder zu Abend gegessen noch am Morgen des Unfalltages gefrühstückt. In der Nacht habe er schlecht geschlafen. Vor seiner Abfahrt zum Flughafen habe er lediglich ein Lassi getrunken und seiner Frau gesagt, er würde nur ein Khichdi zu Abend essen. Der Flugkapitän war über seinen Gesundheitszustand sowohl vor Antritt des Hinfluges in Karatschi als auch während des Zwischenstopps in Palam besorgt. Eine Flugbegleiterin des Fluges gab an, der Flugkapitän habe, als er im Flughafenrestaurant saß, den Eindruck gemacht, als würde es ihm körperlich nicht gut gehen. Er wurde daraufhin am Flughafen ärztlich untersucht. Da der Puls und die Körpertemperatur des Kapitäns normal, die Atemwege ohne Auffälligkeiten sowie seine Herz- und Lungenfunktion normal schienen, wurde er für den Flug eingeteilt.